# Josias I van Waldeck-Eisenberg
Graaf Josias I van Waldeck-Eisenberg (Slot Eisenberg, 18 maart 1554 – aldaar, 6 augustus 1588), Duits: Josias I. Graf von Waldeck-Eisenberg, was een graaf uit het Huis Waldeck. Hij was sinds 1578 graaf van Waldeck-Eisenberg.
In de met tien jaar slechts korte regeerperiode begon Josias een hervorming van het al lang achterstallige landsbestuur door te voeren, met inbegrip van een regeling van de kerken, die tot doel had het inwendige van de staat te versterken en aldus een duidelijke onafhankelijkheid van het graafschap en een losmaking van Hessen tot stand te brengen. Om de problemen van die tijd op te lossen zou echter een langer bewind van Josias nodig zijn geweest, evenals een gelijkgezinde houding van de andere graven van Waldeck. Onder hen nam hij de leidende positie in.

## Biografie

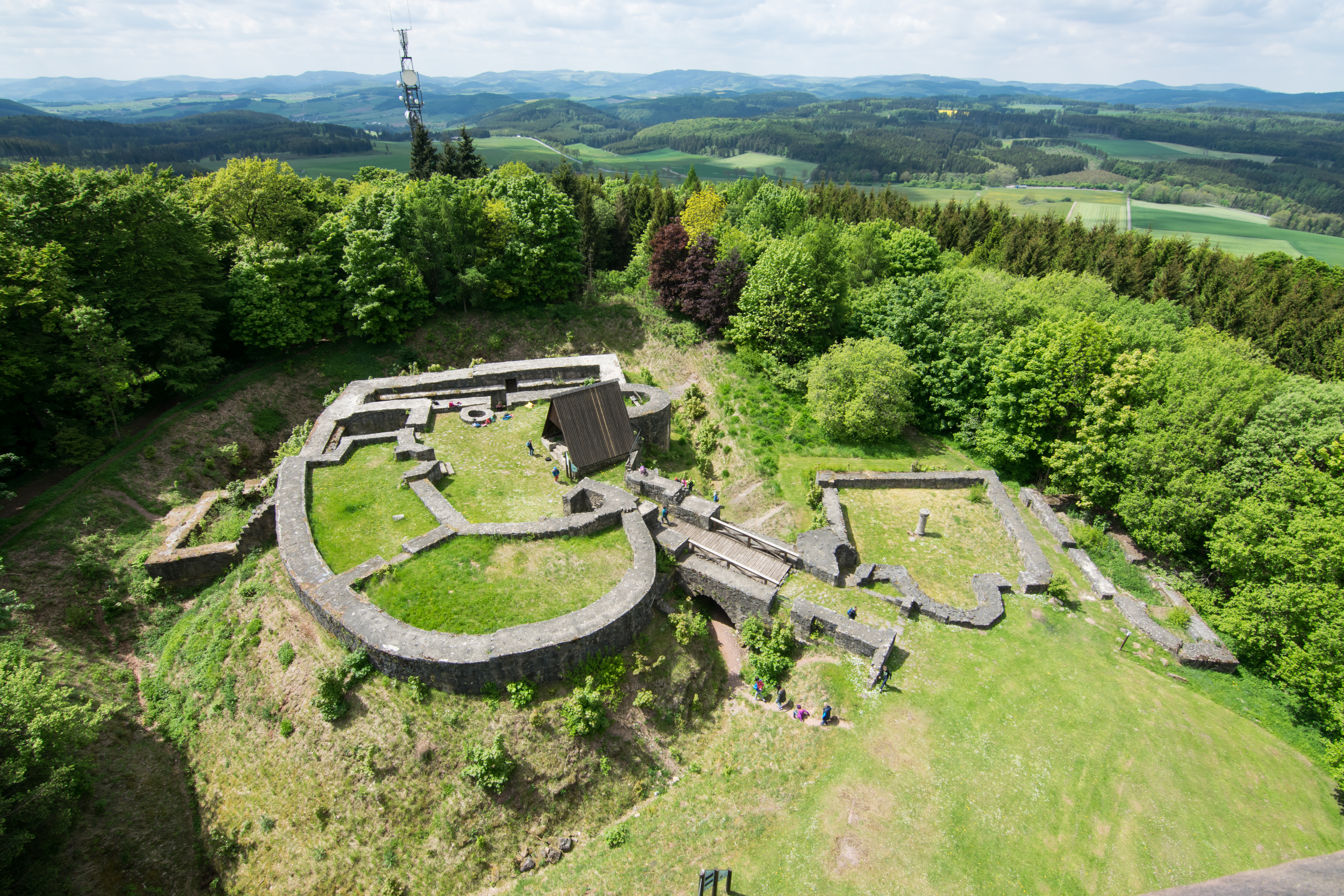
De ruïne van Slot Eisenberg in 2015.

Josias werd geboren op Slot Eisenberg op 18 maart 1554 als het zesde kind van graaf Wolraad II ‘de Geleerde’ van Waldeck-Eisenberg en gravin Anastasia Günthera van Schwarzburg-Blankenburg. De twee oudere broers van Josias, Frans en Hendrik Willem, overleden op jonge leeftijd. Josias was goed opgeleid en gedisciplineerd. Vanaf zijn jeugd wees hij overmatig drankgebruik af en naar verluidt heeft hij het ook anderen verboden. Hij kwam in 1570 aan het hof in Kassel en diende aanvankelijk landgraaf Willem IV van Hessen-Kassel. Daar ontmoette hij keurvorst August van Saksen, die hem slechts enkele maanden later in dienst nam. Josias nam deel aan veldtochten in Oost-Friesland. Hij keerde pas in februari 1577 naar Waldeck terug.
Na het overlijden van zijn vader nam Josias de regering over van het hem toekomende landsdeel. Hij verplaatste de kanselarij van Eilhausen naar Korbach. Daarnaast was hij nog steeds in dienst van de Saksische keurvorst en reisde hij meermaals naar Dresden.
Reeds aan het begin van zijn regering slaagde hij erin een belangrijk accent te leggen, waarvan de richtingwijzende verenigende aanpak echter door confessionele verschillen werd getemperd. Voor de oprichting van een voor die tijd moderne staatsschool in het voormalige franciscaner klooster van Korbach, een Gymnasium Illustre naar Straatsburgs model, kreeg hij niet alleen de toestemming van de andere graven van Waldeck, de zijtakken Waldeck-Landau en Waldeck-Wildungen, maar ook van de landstanden en de steden waarmee hij anders steeds weer conflicten had. Ter financiering van de staatsschool werden de eigendommen van Klooster Berich, die voorheen door het gravenhuis werden beheerd, verkocht. De 15-jarige graaf Wolraad III bezocht zelf de in 1579 geopende school. Vanwege de protestantse oriëntering ontstonden er echter meningsverschillen, als gevolg waarvan enkele van de gerenommeerde leerkrachten de school in 1586 weer verlieten en naar de calvinistisch georiënteerde Hohe Schule in Herborn overstapten. Josias daarentegen oriënteerde zich op het orthodoxe lutheranisme.
Een bijdrage tot de interne consolidatie van het land en zijn soevereiniteit was de landverordening van 1581, die echter slechts een politieverordening was en nog geen alomvattende wetgeving, waaraan pas in de 17e eeuw werd gewerkt. Om zijn streven naar onafhankelijkheid kracht bij te zetten, had Josias gekwalificeerde ambtenaren aangesteld die niet langer in het belang van Hessen handelden, maar van het graafschap. Josias kon zijn werk niet afmaken. Hij stierf plotseling en onverwacht op 6 augustus 1588 op Slot Eisenberg, waar nog gasten van de doop van zijn vierde kind, Wolraad IV, verbleven. Josias werd op 9 augustus 1588 begraven in de Nicolaaskerk in Korbach. Hij werd opgevolgd door zijn minderjarige zoons Christiaan en Wolraad IV, die onder voogdij stonden van hun moeder en graaf Frans III van Waldeck-Landau.

## Huwelijk en kinderen
Josias huwde in 1582 met gravin Maria van Barby en Mühlingen (Maagdenburg, 8 april 1563 – Slot Waldeck, 19/29 december 1619), dochter van graaf Albrecht X van Barby en Mühlingen en prinses Maria van Anhalt-Zerbst. Josias’ weduwe hertrouwde op 19 november 1592 met graaf George III van Erbach. Ze werd op 5 januari 1620 bij Josias begraven in de Nicolaaskerk in Korbach.

Uit het huwelijk van Josias en Maria werden de volgende kinderen geboren:
1. Maria Anastasia (31 maart 1584 – 5 maart 1585).
2. Christiaan (Slot Eisenberg, 24/25 december 1585[noot 3] – Burcht Waldeck, 31 december 1637), volgde in 1588 zijn vader op als graaf van Waldeck-Eisenberg. Huwde in Wildungen in november 1604[noot 4] met gravin Elisabeth van Nassau-Siegen (Slot Dillenburg, 8 november 1584 – Landau, 26 juli 1661).
3. Juliana (11 april 1587 – Slot Erbach, 28 februari 1622), huwde in Erbach op 2 maart 1606 met graaf Lodewijk I van Erbach (Erbach, 3 september 1579 – Erbach, 12 april 1643).
4. Wolraad IV (Slot Eisenberg, 7 juli 1588 – Arolsen, 6 oktober 1640), volgde in 1588 zijn vader op als graaf van Waldeck-Eisenberg. Huwde in Durlach op 8 september 1607 met markgravin Anna van Baden-Hochberg (Hochberg, 13 november 1587 – 11 maart 1649).

## Voorouders
| Voorouders van graaf Josias I van Waldeck-Eisenberg | Voorouders van graaf Josias I van Waldeck-Eisenberg                                                                          | Voorouders van graaf Josias I van Waldeck-Eisenberg                                                                          | Voorouders van graaf Josias I van Waldeck-Eisenberg                                                                          | Voorouders van graaf Josias I van Waldeck-Eisenberg                                                                          | Voorouders van graaf Josias I van Waldeck-Eisenberg                                                                          | Voorouders van graaf Josias I van Waldeck-Eisenberg                                                                          | Voorouders van graaf Josias I van Waldeck-Eisenberg                                                                          | Voorouders van graaf Josias I van Waldeck-Eisenberg                                                                          |
| --------------------------------------------------- | --- | --- | --- | --- | --- | --- | --- | --- |
| Betovergrootouders                                  | Wolraad I van Waldeck-Waldeck (1407–1475) ⚭ 1440 Barbara van Wertheim (?–?)                                                  | Kuno van Solms-Lich (?–1477) ⚭ 1457 Walpurgis van Dhaun (?–?)                                                                | Otto III van Hoya (?–1455) ⚭ Adelheid van Rietberg (?–1459)                                                                  | Bernhard VII van Lippe (1429–1511) ⚭ 1452 Anna van Holstein-Schaumburg (1430–1495)                                           | Hendrik XXVI van Schwarzburg-Blankenburg (ca. 1418–1488) ⚭ 1434 Elisabeth van Kleef (1420–1488)                              | Wolraad II van Mansfeld (1448–1499) ⚭ Margaretha van Honstein (?–1508)                                                       | Willem V van Henneberg-Schleusingen (1434–1480) ⚭ 1469 Margaretha van Brunswijk-Wolfenbüttel (1451–1509)                     | Albrecht Achilles van Brandenburg (1414–1486) ⚭ 1478 Anna van Saksen (1437–1512)                                             |
| Overgrootouders                                     | Filips II van Waldeck-Eisenberg (1452/53–1524) ⚭ 1481 Catharina van Solms-Lich (?–1492)                                      | Filips II van Waldeck-Eisenberg (1452/53–1524) ⚭ 1481 Catharina van Solms-Lich (?–1492)                                      | Otto IV van Hoya (1425–1497) ⚭ Anna van Lippe (1452–1533)                                                                    | Otto IV van Hoya (1425–1497) ⚭ Anna van Lippe (1452–1533)                                                                    | Günther XXXIX van Schwarzburg-Blankenburg (1455–1531) ⚭ 1493 Amalia van Mansfeld (1473–1517)                                 | Günther XXXIX van Schwarzburg-Blankenburg (1455–1531) ⚭ 1493 Amalia van Mansfeld (1473–1517)                                 | Willem VI van Henneberg-Schleusingen (1478–1559) ⚭ Anastasia van Brandenburg (1478–1557)                                     | Willem VI van Henneberg-Schleusingen (1478–1559) ⚭ Anastasia van Brandenburg (1478–1557)                                     |
| Grootouders                                         | Filips III van Waldeck-Eisenberg (1486–1539) ⚭ 1503 Adelheid van Hoya (1475–1513)                                            | Filips III van Waldeck-Eisenberg (1486–1539) ⚭ 1503 Adelheid van Hoya (1475–1513)                                            | Filips III van Waldeck-Eisenberg (1486–1539) ⚭ 1503 Adelheid van Hoya (1475–1513)                                            | Filips III van Waldeck-Eisenberg (1486–1539) ⚭ 1503 Adelheid van Hoya (1475–1513)                                            | Hendrik XXXII van Schwarzburg-Blankenburg (1499–1538) ⚭ 1524 Catharina van Henneberg-Schleusingen (1508–1567)                | Hendrik XXXII van Schwarzburg-Blankenburg (1499–1538) ⚭ 1524 Catharina van Henneberg-Schleusingen (1508–1567)                | Hendrik XXXII van Schwarzburg-Blankenburg (1499–1538) ⚭ 1524 Catharina van Henneberg-Schleusingen (1508–1567)                | Hendrik XXXII van Schwarzburg-Blankenburg (1499–1538) ⚭ 1524 Catharina van Henneberg-Schleusingen (1508–1567)                |
| Ouders                                              | Wolraad II ‘de Geleerde’ van Waldeck-Eisenberg (1509–1578) ⚭ 1546 Anastasia Günthera van Schwarzburg-Blankenburg (1526–1570) | Wolraad II ‘de Geleerde’ van Waldeck-Eisenberg (1509–1578) ⚭ 1546 Anastasia Günthera van Schwarzburg-Blankenburg (1526–1570) | Wolraad II ‘de Geleerde’ van Waldeck-Eisenberg (1509–1578) ⚭ 1546 Anastasia Günthera van Schwarzburg-Blankenburg (1526–1570) | Wolraad II ‘de Geleerde’ van Waldeck-Eisenberg (1509–1578) ⚭ 1546 Anastasia Günthera van Schwarzburg-Blankenburg (1526–1570) | Wolraad II ‘de Geleerde’ van Waldeck-Eisenberg (1509–1578) ⚭ 1546 Anastasia Günthera van Schwarzburg-Blankenburg (1526–1570) | Wolraad II ‘de Geleerde’ van Waldeck-Eisenberg (1509–1578) ⚭ 1546 Anastasia Günthera van Schwarzburg-Blankenburg (1526–1570) | Wolraad II ‘de Geleerde’ van Waldeck-Eisenberg (1509–1578) ⚭ 1546 Anastasia Günthera van Schwarzburg-Blankenburg (1526–1570) | Wolraad II ‘de Geleerde’ van Waldeck-Eisenberg (1509–1578) ⚭ 1546 Anastasia Günthera van Schwarzburg-Blankenburg (1526–1570) |